# الإمبراطورية الساسانية
الإِمۡبَرَاطُوۡرِيَّةُ ٱلسَّاسَانِيَّةُ (/səˈsɑːniən, səˈseɪniən/) ورسميًا إِيۡرَانشَهۡر (بالفارسيَّة: ایران‌شهر، وبالپهلويَّة النقشيَّة: 𐭠𐭩𐭫𐭠𐭭𐭱𐭲𐭥𐭩، وبالپهلويَّة الكتبيَّة:) هي إمبراطوريَّة فارسيَّة أقامها الشَّاهنشاه «أردشير الموحد» وحكمها الأكاسرة الفُرس من السُلالة الساسانيَّة لِما يُقارب أربعمائة عامٍ. في أقصى اتِّساعها امتدَّت حُدُودها من البحر المُتوسط غربًا إلى الصين شرقًا ومن الأناضول شمالًا إلى الديار الهنديَّة جنوبًا. كانت الإمبراطوريَّة الساسانيَّة قوَّة عُظمى وقُطبًا مِن أقطاب العالم القديم وقد نافست الإمبراطوريَّة الرومانيَّة على حُكم العالم. في العُصُور السَّاسانيَّة بلغت الحضارة الإيرانيَّة أوج ازدهارها وكمالها ولم يقتصر تأثيرُها على حُدُود إيرانشهر بل تعدَّاه لِيظهر تأثيرُها جليًا في أوروپا والصين والهند وإفريقيا؛ وكان لها عظيم الأثر في تبلور الفُنُون الأوروپيَّة والآسيويَّة في القُرُون الوسطى. انتهت الإمبراطوريَّة الساسانيَّة مع الغزو العربي لبلاد فارس إلا أنَّ تأثيرها الثَّقافي ظلَّ حيًا وترك أثرًا عميق الجُذُور في الحضارة الإسلاميَّة.
أرض الإمبراطوريةَ الساسانية شملت كلًّا من: إيران اليوم، العراق، وأجزاء من أرمينيا وأفغانستان، والأجزاء الشرقية من تركيا، وأجزاء من باكستان، وقد سمى الساسانيون إمبراطوريتهم (إيران شهر)؛ أي: سيادة الإيرانيين الآريين، وقد جاء في أطلس تاريخ الإسلام (ص49): «هناك مبالغة في نصوص تصوير اتساع دولة فارس في العصر الإيراني؛ لأن فارس لم تكن قط في أي عصر من عصور تاريخها قبل الإسلام دولة ثابتة الحدود، إنما كانت حدودها تتسع أحيانا في عصور الملوك الأقوياء، وتنقبض في عصور الضعفاء، وهم الأكثرون».
العصر الساسانی يحيط طول فترة العصر القديمِ المتأخّرةِ، ويعتبر أحد العوامل المهمة المؤثرة في تاريخ إيران القديم، وقد شهدت الفترة الساسانية الإنجاز الأعلى للميدية، كما شكّلتْ هذه الفترة الإمبراطوريةَ الفارسية العظيمةَ الأخيرةَ قبل الفتوحات الإسلامية وتبني الإسلام.
أَثرت بلاد فارس على الحضارة الرومانية إلى حدٍّ كبير أثناء العهد الساساني، وتأثيرهم الثقافي يَمتدُّ أبعد كثيرا إلى ماوراء حدودِ الإمبراطورية الإقليمية؛ حيث يَصِلُ بقدر ما إلى أوروبا الغربية، أفريقيا، الصين، والهند، وأيضا لعب دورا بارزا في تشكيلِ أنواع من الفنون في القرون الوسطى الأوروبية والآسيوية، وقد دخل هذا التأثير العالم الإسلامي مبكرا، فتحوّلتْ به ثقافة السلالةِ الفريدةِ والأرستقراطية والفتح الإسلاميَ لإيران إلى عصر نهضةٍ فارسي.

## التاريخ

### الأصول والتاريخ المبكر (310-205)

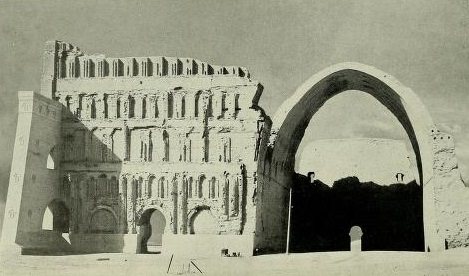
یعتبر إيوان المدائن (طاق كسری) الرمز المثالي لإمبراطوریة الفرس في‌ العهد الساساني

الملك أردشير الأول (226 -241) هو مؤسس السلالة الساسانية، وهو سليل صفّ كهنةِ الآلهة في أنيهتا في إصطخر. كانت بيرسيس في بِداية القرن الثالث تحت حكم بابك بن ساسان، أب الملك أردشير الأول، وبابك بن ساسان كان أصلاً حاكم بلدة صغيرة تسمى كيير، ولكنه قام بخلع جوسيهر الملك الأخير للبازرنجيدز، وعين نفسه حاكما جديدا لها. أمه رودهاج كانت بنت حاكم إقليم بيريس، المؤسس الرمزي للخَطِّ، وكَانَ ساسان بن بابك الكاهن الأعظم لأنيهتا، وجد الملك أردشير الأول. وكان بابك بن ساسان قد بذل جهودا في كَسْب القوَّةِ المحليّةِ في ذلك الوقت ولكنها لم تلفت انتباهِ الإمبراطور البارثي أرتبانوس الرابع (216 -224) في البداية؛ لأنه كان مشغولاً في صراع مع الإمبراطور البارثي فولجاسيس الرابع في بلاد ما بين النهرين. زاد الصراع بين بابك بن ساسان والبارثيين، واستطاع ابن بابك الأكبر سنًا شابور تَوسيع قوَّتِهم بالسيطرة على كل بيرسيس. إنّ الأحداثَ اللاحقةَ مريبة جداً بسبب الطبيعةِ السطحيةِ للمصادرِ، وهي على أية حال تؤكد موتَ بابك بن ساسان سنة 220 م تقريبا. ولقد دخل الملك أردشير الأول، مؤسس الدولة الساسانية، والذي كان في ذلك الوقت حاكما لـ بارابجيرد،في صراع على سلطة ملكِه مَع أخيه الأكبرِ شابور؛ المصادر تُخبرُنا أن الأخ الأكبر شابور قد اجتمع بأخيه في سنة 222، وقُتِلَ عندما انهار سقف البناية عليه.
بعد ذلك تحرّكَ الملك أردشير إلى جنوب بيرسيس وبنى مدينة أردشير خواراه، وكانت هذه المدينة محمية جيدا بواسطة الجبالِ العاليةِ والحصينة، ثم أصبحَت هذه المدينة مركزَ كفاح الملك أردشير لبناء إمبراطوريته لكَسْب قوَّةٍ أكبر، وقد أُحيطت المدينة بحائط دائري عالٍ، ربما شابهت بذلك مدينة بارابجيرد التي كان يحكمها الملك أردشير، وعلى الجانبِ الشمالي للمدينة تم بناء قصر كبير، ولازالت بقايا المدينة موجودة.
بعد أن قام الملك أردشير الأول بتَأسيس قاعدتِه في بيرسيس، توسعت أراضي إمبراطوريته بسرعة، وأصبح الملك أردشير يطلب القسم من أمراء فارس المحليين، وأصبح يَكْسبُ السيطرة على المحافظاتِ المجاورةِ لكرمان، أصفهان، سوسينيا، وميسينيا. هذا التوسع السريع لإمبراطورية الملك أردشير بدأ أخيرا يلفت انتباهَ الملك أرتبانوس الرابع بأن أردشير أصبح ملكًا عظيمًا.
الملك أرتبانوس الرّابع أَمرَ حاكمَ خوزستان أولا بالانقلاب على الملك أردشير في 224م، لكن هذا الانقلاب انتهى إلى نصر رئيسي للملك أردشير نفسه، وزَحفَ الملك أرتبانوس الرابع ثانية ضدّ الملك أردشير الأول في 224م.
وفي إطار الصراع على الملك اشتبكت جيوش الملكين أرتبانوس وأردشير في هرمزديجان، وفيها قُتِلَ الملك أرتبانوس الرابع، واستمر الملك أردشير في الغَزْو للمحافظاتِ الغربيةِ الفارسيةِ للإمبراطورية الإخمينية. وقد تُوّجَ الملك أردشير الأول في سنة 226م في تسيفون كحاكم وحيد لبلاد فارس، وأخذ لنفسه لقب «شاهنشاه» أَو ملك الملوك، وتَذْكرُ النقوشُ القديمة أن لقب «أدهور أناهيد» للملكة معناه ملكة الملكات، لكن علاقة الملكة مَع الملك أردشير الأول لم تكن أساسية، وبذلك انتهت الإمبراطورية الإخمينية الفارسية التي استمرت لـ 400 سنة، وبدأت الإمبراطورية الساسانية الفارسية التي استمرت لأربعة قرون.
على مدى السَنَوات القليلة التالية للإمبراطورية، بعد التمرّداتِ المحليّةِ حول الإمبراطوريةِ، استطاع الملك أردشير الأول تَوسيع إمبراطوريتِه الجديدةِ إلى الشرقِ وفي المنطقة الشمالية الغربيةِ، واستطاع أن يفتح محافظاتِ جرجان، سيستان، خراسان، مرجيانا، بلخ، وخوارزم، وأضافَ البحرين أيضاً والموصل إلى الإمبراطورية الساسانية.
تدعي النقوش الساسانية القديمة أنه بعد ذلك تم استسلام ملوكِ كاشان، توران، مكران للملك أردشير الأول، بالرغم من أن هذا الإذعان حصل بالأدلة النقدية على الأرجح لابنِ الملك أردشير وهو الملك شابور الأول في الحقيقة، ولكن قامت الإمبراطورية الساسانية باعتداءات ضدّ الحضر، أرمينيا، وحدياب لمحاولة السيطرة عليها، ولكن كان النجاح لهذه الاعتداءات والحملات قليلًا.
استمر الملك شابور الأول (241-272) ابن الملك المؤسس أردشير الأول بالتوسّعِ للإمبراطورية الساسانية، واستطاع أن يَفْتحَ باكتريا، كاشان، وقاد الملك شابور الأول عِدّة حملات ضدّ الإمبراطورية الرومانية بالدخول في العُمق الثاقب للأرضِ الرومانية؛ حيث قام الملك شابور الأول بفتح وسلب أنتوتشيا في سورية في سنة 253م أَو 256م.
وفي نهاية الأمر استطاع الملك شابور الأول هزيمة الأباطرة الرومان جورديان الثالث (238 -244)، وفيليب العربي (244 -249)، واستطاع هزيمة وأسر الإمبراطور الروماني فاليريون (253-260) في سنة 259م، ووضعه في السجنِ الفارسيِ بعد معركة إيديسا، التي أصابت الرومان بخزي كبير.
الملك شابور الأول احتفل بنصرِه وقام بنحت الصخرةِ الرائعةِ في نقش رستم، ويظهر فيها الأباطرة الرومان جورديان الثالث وفيليب العربي وفاليريون، ويظهر النحت فاليريون يركع على ركبة واحدة أمام الملك شابور وتحت حصان الملك شابور جسد الملك جورديان الثالث، وقد وضع هذا النحت والنقش التذكاري باللغتين الفارسية واليونانية مع نقش رستم بالقربِ من بيرسيبوليس حاليا في إيران.
بين عامي 260م و263م فَقَدَ الملك شابور الأول بعض الأراضي التي احتلها؛ فقد استولى عليها الملك أودينثوس حاكم مملكة تدمر العربية الحليف للرومان، واستطاع ملك تدمر استعادة الشرق الروماني الذي احتله الفرس الساسانيون وإعادته للإمبراطورية الرومانية.
كانَ عند الملك شابور الأول خطط تنمية مركّزة وأَسّسَ العديد مِن المُدنِ؛ البعض منها استقرّ جزئيا مِن قِبَلِ المهاجرين مِن الأراضي الرومانيةِ، هؤلاء المهاجرون، ومن ضمنهم المسيحيون، استطاعوا أن يمارسوا دينهم بحرية تحت حُكمِ الساسانيين، وقد سمي باسمه مدينتان؛ هما: بيشابور ونيسابور.
وقد فضل الملك شابور الديانة المانوية خصوصا، وحَمى المانويين وأرسلَ الكثيرَ منهم مبشّرين في الخارج.

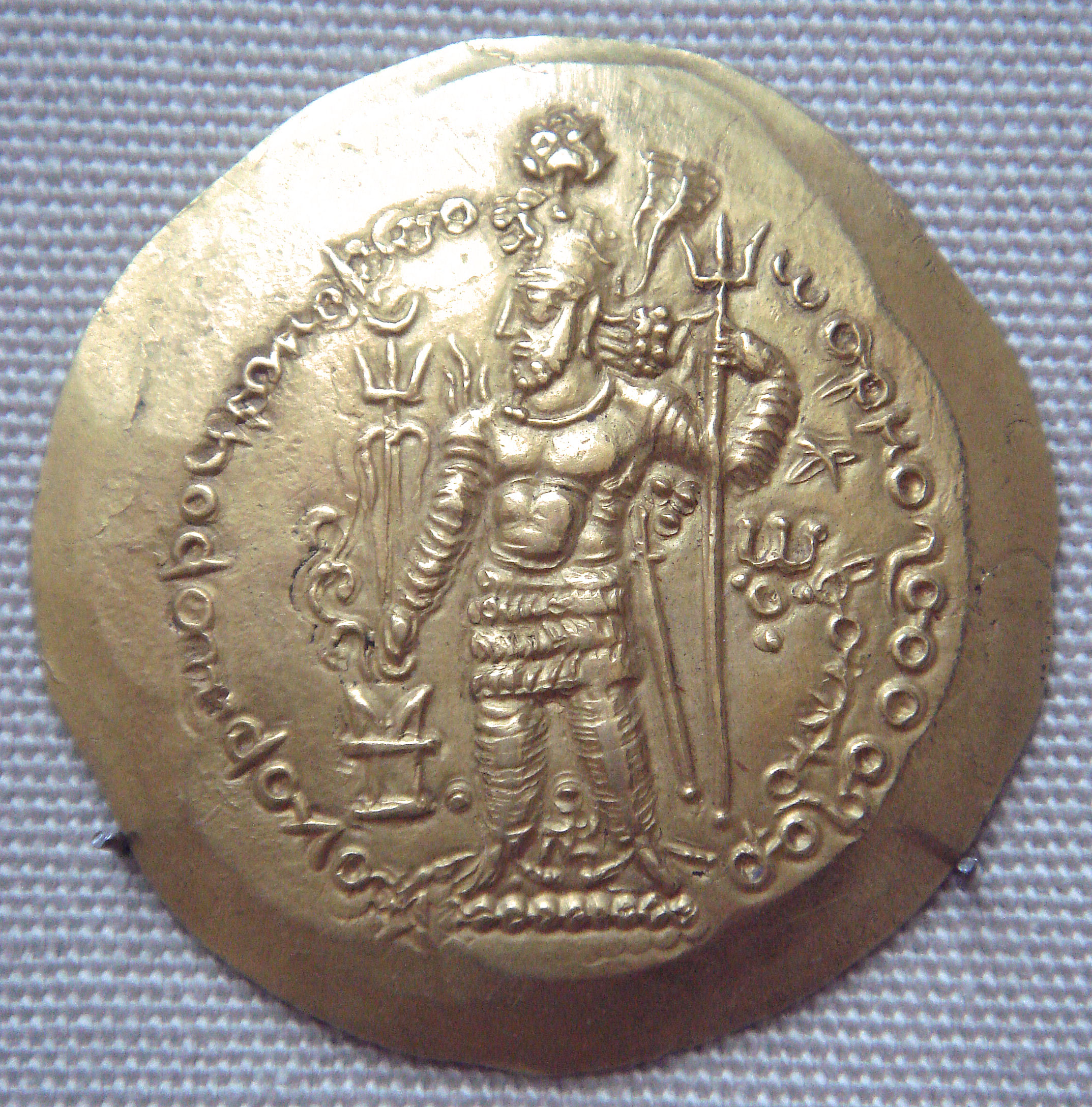
عملة معدنية تحمل صورة الإمبراطور الساساني هرمز الأول، وقد صدرت هذه العملة في أفغانستان، ويتضح فيها تأثير التصميم (الكوشاني)

 كما صادق الحبر البابلي اليهودي صموئيل، وهذه الصداقةُ كَانتْ مفيدةَ للجالية اليهوديةِ؛ حيث أعطتْهم المجال لتأجيل العديد مِن القوانين الإدارِية المُشَرَّعةِ المستبدّةِ ضدّهم.
انعكس على ذلك أن الملوك الساسانيين الذين جاؤوا بعد الملك شابور الأول كان عندهم التسامح الديني؛ الملك بهرام الأول (273-276) اضطهد ماني وأتباعه تحت ضغط من الزرادشتيين المجوس؛ فقام الملك بهرام الأول بسجن ماني وطَلب قَتله، حيث مات ماني - طبقا للأسطورةِ - في السجنِ وهو يَنتظرُ إعدامَه.
الملك بهرام الثاني (276-293) اتبع سياسةَ أبيه الدينيةِ، وقد كَانَ حاكمًا ضعيفًا وفَقدَ عِدّة محافظات غربية، واستولى عليها الإمبراطور الروماني كاريوس (282-283)، وأثناء حكمِه خسر أغلب أرمينيا بعد نِصْفِ قرن مِن الحُكمِ الفارسيِ لها، واستولى عليها الإمبراطور الروماني دياقلوس (284-305).
الملك الساساني بهرام الثالث حَكمَ في سنة 293م، وتوفي في نفس السنة.
وحكم بعده الملك الساساني نيرسيه (293-302) وبَدأَ حربا أخرى مَع الرومان، وبعد نجاحِ مبكّر ضدّ الإمبراطور جاليريوس قُرْب كالينيكوم على الفرات في 296م، هُزِم الملك نيرسيه بشكل حاسم في كمينٍ بينما كَانَ مع حريمِه في أرمينيا في 297م.
في المعاهدةِ التي جاءت نتيجة هذه الحرب، تَركَ الساسانيون كُلّ الأراضي الكائنة غرب دجلة، ووافقتْ الإمبراطورية الساسانية ألّا تَتدخّلَ في شؤونِ أرمينيا وجورجيا.
وبعد هذه الهزيمة الساحقةِ، استقالَ الملك الساساني نيرسيه في سنة 301م، وماتَ من الحزنِ بَعْدَ سَنَة.
ابن الملك نيرسيه الملك هرمز الثاني (302-309) اعتلى العرش، وبالرغم من قمع الثورات في سيستان وكوشان، كَان حاكما ضعيفا، وغير قادر على السَيْطَرَة على النبلاء في الإمبراطورية، وقد قتله البدو بينما هو في رحلة صيد في سنة 309م.

### العصر الذهبي (379-309)
بعد موت الملك الساساني هرمز الثاني تعرضت الإمبراطورية الساسانية للهجمات الجنوبية من العرب؛ فبدؤوا الهجوم على المدن الجنوبية وسلبها وتدميرها، بل ذهبوا إلى أبعد من ذلك؛ فبدؤوا بالهجوم على محافظة فارس مسقط رأس الملوك الساسانيين، وذلك بسبب قيام النبلاء في الدولة بقتل ابن الملك هرمز الثاني، وأعدموا ابنه الثاني، وسجنوا ابنه الثالث الذي فر لاحقا إلى الأراضي الرومانية، وحجز النبلاء عرش الدولة الساسانية للابن الذي لم يولد بعد من زوجات الملك هرمز الثاني، ويقال إن الملك شابور الثاني (309-379) هو الملك الوحيد في التاريخ الذي تم تتويجه وهو في رحم أمه، وقد تم وضع تاج الملك على بطن أمه فوُلِدَ الطفل شابور ملكاً، وأثناء شبابه كانت الإمبراطورية الساسانية تحت سيطرة أمه والنبلاء في الدولة، فانتشر بين العرب والرومان والأتراك أن ملك الفرس صغير فطمعوا في المملكة الساسانية، ولكن شابور الثاني أثبت نشاطه وفعاليته في الحكم عند بلوغه سن الرشد.
إن شابور الثاني في بداية قيادته كان صغيرا، ولكنه قاد جيشه جنوبًا ضدّ العرب، واستطاع تأمين المناطقِ الجنوبيةِ مِن الإمبراطوريةِ، ثمّ بَدأَ حملتَه الأولى ضدّ الرومان في الغربِ، وحصد نجاحا مبكّرًا بعد حصارِ سينجارا، وعلى أية حال فإن فتوحاته قد أوقفتها هجماتُ الأتراك البدائيين على طول الحدودِ الشرقيةِ للإمبراطورية الساسانية، وقد هدّدتْ هذه الهجماتُ ترانسوكسيانا، وهي منطقة حرجة بشكل استراتيجي؛ حيث مكنت الفرس من السيطرة على طريق الحرير، ومما أوقف الفتوحات، إضافة إلى الأتراك البدائيين، أن قوات الملك شابور الثاني العسكرية لم تكن كافية للسيطرة على الأراضي الغربية التي احتلها، فاضطر لذلك إلى توقيع معاهدة سلام مع الإمبراطور البيزنطي كوستنتيوس الثاني (353-361)، وقد اتفق فيها كلا الجانبين أَلَّا يعتدي أحدهما على الآخر لفترة زمنية محددة.
وقد زَحفَ الملك شابور الثاني بعد ذلك بجيوشه شرقًا نحو ترانسوكسيانا لمُقَابَلَة الأتراك الشرقيين البدائيين، فسَحقَ القبائلَ الآسيوية المركزية، وضَمَّ منطقتهم كمحافظة جديدة في إمبراطوريته.
وتبع التوسّعُ الثقافيُ هذا النصرِ، واخترقَ الفن الفارسي تركستان، ووصل إلى حد ما إلى الصين، وقد بدأ الملك شابور الثاني مع الملك البدائي جرمباتيس حملتَه الثانيةَ ضدّ الرومان في 359 م بقوته العسكريةِ الكاملةِ، مدعوما من القبائل التركية البدائية فكانت الحملة على الرومان ناجحة بشكل كبير؛ حيث استولوا على ما مجموعه خمس محافظات رومانية تركها الرومان للفُرْس بعد اكتمال حملتهم عليهم.
اتبع الملك شابور الثاني سياسة دينية قاسية؛ ففي عهدِه اكتملت مجموعة النصوص المقدّسة للزرادشتية المسماة أفيستا، وتمت معاقبة المبتدع والمرتد عن الدين الزرادشتي، وتم اضطهاد المسيحيين، واضطهاد المسيحيين كان ردّ فعل ضدّ المسيحية التي اعتنقتها الإمبراطورية الرومانيةِ مِن قِبل قسطنطين الكبير (324-337)، ولكن الملك شابور الثاني كان مثل الملك شابور الأول، كَانَ وِدِّيا نحو اليهود الذين عاشوا في حرية نسبية في عهده، وكَسبَ اليهود العديد مِن الفوائدِ في عهد الملك شابور الثاني.
في الوقت الذي مات فيه الملك شابور الثاني؛ كانت الإمبراطورية الساسانية الفارسية أقوى من أي وقت مضى، فمع أعدائها في الشرقِ كانت الأوضاع هادئة، كما كانت أرمينيا تحت السيطرةِ الفارسية.

### العصر المتوسط (379-489)
من موت الملك شابور الثاني حتى تتويج الملك الساساني قباذ الثاني (488-531) كانت بلاد فارس مستقرّة بشكل كبير، كما كان بينها وبين الإمبراطورية البيزنطية بعض الحروب في كافة أنحاء هذا العصرِ، وكذلك اختلفت سياسةِ الإمبراطورية الساسانية الدينية بشكل مثير مِنْ ملكِ إلى ملكٍ، وعلى الرغم مِنْ وجود سلسلة من الزعماءِ الضعفاءِ بقي النظام الإداري للإمبراطورية الساسانية الذي تم تأسيسه في عهد الملك شابور الثاني قويا، وواصلت الإمبراطورية الاشتِغال عمليا.
لقد ترك الملك شابور الثاني بعد موته في سنة 379 م إمبراطورية قويَّة لأخيه غير الشّقيقِ الملك أردشير الثاني (379-383)، ابن فهرام من كوشان، ولكن ابنه الملك شابور الثالث (383-388) لم يكن ذا موهبةٍ مثل أسلافه، كما أن الملك أردشير الثاني، الذي تولى العرش بصفته الأخ غير الشقيق، قد أخفقَ في الوصول لمرتبة أخيه في الحكم، إضافة إلى أن الملك شابور الثالث كان سوداويًا في حكمه لإنْجاز أيّ شيء، ولكن الملك بهرام الرابع (388-399)، على الرغم أنه لم يكن خاملًا كأبيه الملك شابور الثالث، كان يُخفقُ كثيرًا في إنْجاز أيّ شيءِ مهمِ للإمبراطوريةِ، وفي أثناء هذا الوقتِ تم تقسيم أرمينيا بالمعاهدةِ بين الرومان والإمبراطورية الساسانية، وقد تمكن الساسانيون مُؤَسَّسو الإمبراطورية من استرداد حُكُمهم على أرمينيا العظيمة مرة أخرى، بينما حصلت الإمبراطورية البيزنطية على جزء صغير غرب أرمينيا.
الملك بهرام الرابع ابن الملك يزدجرد الأول (399-421) كان يُقَارن في أغلب الأحيان بالإمبراطور الروماني قسطنطين الأول؛ فقد كان مثله، كَانَ كلاهما قويًا جسديًا ودبلوماسيا، وكان كلاهما انتهازيا. ولقد زاول الملك يزدجرد الأول سياسة التسامح الديني؛ فأعطى حرية لارتفاعِ الأقلّياتِ الدينيةِ، فأوقفَ الاضطهادَ ضدّ المسيحيين، وعاقبَ النبلاء وحتى الكهنة الذين اضطهدوهم، فكان ذلك علامة عهده السلمي تقريبًا، وجَعلَ بينه وبين الرومان سلامًا دائمًا، بل حتى أَخذَ الإمبراطور البيزنطي الشاب ثيودوسيوس الثاني (401-450) تحت وصايتِه ورعايته، وتَزوّجَ أيضًا من أميرة يهودية أنجبت له ابنًا يسمى نيرسيه.
الملك بهرام الخامس (421-438) الوريث للملك يزدجرد الأول هو أحد أكثر الملوكِ الساسانيين المشهورين، وبطل العديد مِنْ الأساطيرِ، وهذه الأساطيرِ استمرّتْ حتى بعد فتح الإمبراطورية الساسانية مِن قِبَلِ المسلمين، الملك بهرام الخامس كان معروفاً أكثر باسم (بهرام إي جور)، وقد كَسبَ التاجَ بعد موت الملك يزجرد الأول أو اغتياله، رغم معارضةِ النبلاءِ، بمساعدة أمير الحيرة العربي المنذر بن النعمان، وأمه كانت يهودية، وفي سنة 427 م سَحقَ الملك يزدجرد الأول الهيفثليتيس البدائيين، وهم المحتلون القادمون من الشرقِ، وامتد تأثير الملك يزدجرد إلى آسيا الوسطى؛ حيث بقيت صورته لقرونِ على عملةِ بخارى، وقد جعل أرمينيا مجرد محافظة تابعة للدولة بعدما خلع ملكها.
وكان الملك بهرام الخامس هو المفضل في التقاليد الفارسية؛ فقد كان يُحكَى عنه في العديد مِنْ القصصِ، فيذكر القاصُّون شجاعتَه وجمالَه، وانتصاراتِه على الرومان والأتراك والهنود وأهل أفريقيا، ومغامراتِه في الصيد وحتى العشق، وقد سمي الملك بهرام الخامس (بهرام إي جور) لحبه للصيد، وقد كان يطارد بشكل خاص الـ (أوناجر)، وهو حيوان قريب من الحصان.
لقد كانت فترة حكم الملك بهرام الخامس هي العصر الذهبي للإمبراطورية الساسانية؛ فقد رَبحَ تاج الملك بتَنَافُس مع أَخيه، وصَرفَ وقتًا كبيرًا وهو يُحاربُ الأعداء الأجانبَ للإمبراطورية، ولكنه أبقىَ نفسه في الغالب متسليًا بالصيد بفرقتِه المشهورةِ بالسيداتِ والخدمِ، وقد جسّدَ الملك بهرام الخامس ازدهارًا ملكيًا، وفي عهده كُتِبَت أفضل قِطَعِ الأدب الساساني، وتم إعداد قِطَع بارزة من الموسيقى الساسانية، وكذلك الألعاب الرياضية؛ مثل البولو التي أصبحتْ من التسالي الملكية، وهو التقليد الذي يَستمرُّ إلى هذا اليوم في العديد مِن الممالكِ الحديثة.
الملك يزدجرد الثاني (438-457) ابن الملك بهرام الخامس كان حاكمًا معتدلًا بالمقارنة مع الملك يزدجرد الأول، ولكنه مارس سياسةً قاسية تجاه الأقليات الدينية خصوصًا المسيحية.

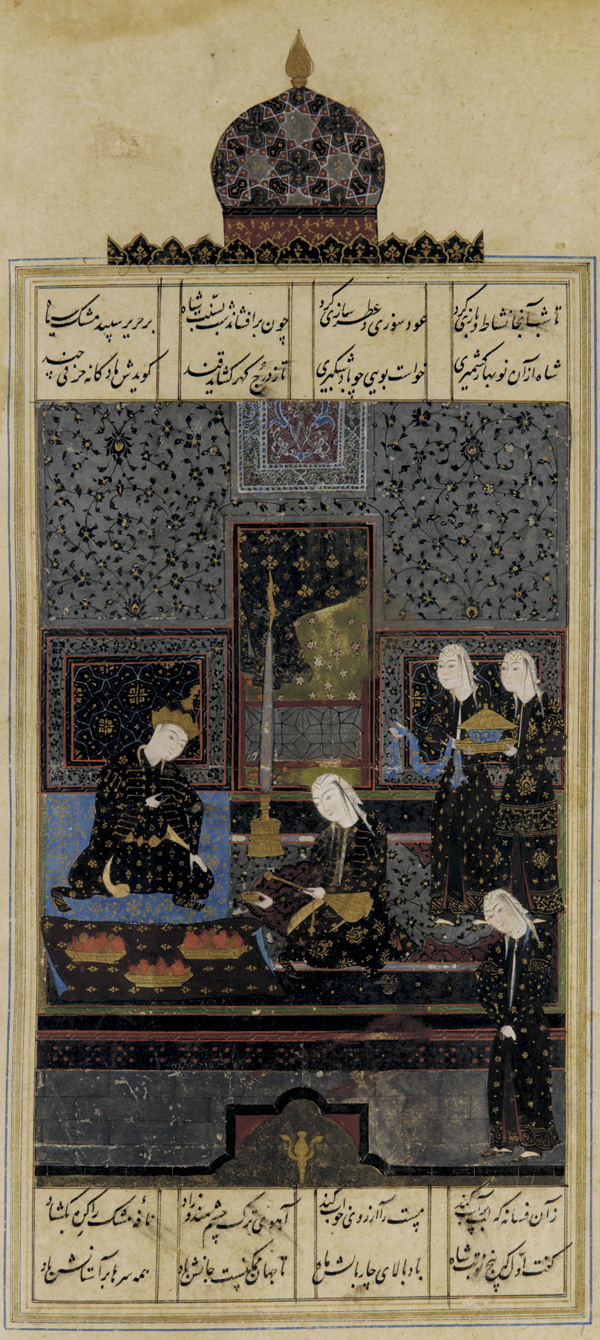
بهرام جور هي من عيون الأدب والشعر الفارسي. بهرام والأميرة الهندية في المقصورة السوداء. وشرح القصة يظهر في أسفل الصفحة على شكل خماسيات شعرية للشاعر نظامي، من الحقبة السلاجقة بمنتصف القرن السادس عشر.

في بداية عهدِ الملك يزدجرد الثاني كان جيش الإمبراطورية الساسانية تَجمّعًا خَلطَ الأمم المُخْتَلِفةِ، فقد كان الجيش يَتضمّنُ حلفاءهم الهنود، وهاجمَ الجيش الساساني الإمبراطورية الرومانية الشرقية، التي كَانتْ تَبْني التحصيناتَ التي كان الرومان يستخدمون فيها خدعاً للحملات العسكرية التي ينوون إرسالها للأرضِ الفارسيةِ في مكان قريب من كرراهائي، ولكن الفرس فاجأوا الرومان، وكان بإمكان الملك يزدجرد الثاني أنْ يَتقدّمَ كثيراً في الأرضِ الرومانيةِ، ولكن الإمبراطور البيزنطي ثيودوسيوس الثاني طلب معاهدة سلام وأرسلَ قائدَه إلى معسكرِ الملك يزدجرد الثاني، وفي المفاوضاتِ بينهما في سنة 441 م، وَعدتْ كلتا الإمبراطوريتان الساسانية والبيزنطية أَلا تَبْني أيّ تحصينات جديدة على الحدود، وعلى كل حال، الملك يزدجرد الثاني امتلكَ اليد الطولى ولَمْ يَطْلبْ أكثر من الرومان بسبب هجماتِ الكيدارتيين على أراضي الإمبراطورية في بارثيا وخوارزم، فجَمعَ الملك يزدجرد الثاني قواته في نيشاهبور في سنة 443 م وانطلقتْ قوته في حملةً ضدّ الكيدارتيين، وأخيراً بعد عدد مِنْ المعاركِ سَحقَ الكيدارتيين وأبعدَهم إلى ما بعد نهر أوكسوس في سنة 450 م.
أثناء حملة الملك يزجرد الثاني الشرقيةِ ارتاب الملك يزدجرد من المسيحيين في الجيشِ وطَردَهم من الجيش وقياداته، ثمّ اضطهدَ بعد ذلك المسيحيين، واضطهد اليهود ولكن بشكل أقل، وكان هذا الاضطهاد لكي يعيد تأسيس الديانة الزرادشتية في أرمينيا، وسَحقَ انتفاضة المسيحيين الأرمنِ في معركةِ فارتانانتز في سنة 451 م، ولكن بقي الأرمن على الديانة المسيحية، وفي سَنَواتِه التاليةِ، انشُغِلَ الملك يزدرجرد ثانيةً مَع الكيدارتيين حتى موتِه في سنة 457 م.
اعتلى العرش الملك هرمز الثالث (457-459) وهو الابن الأصغر للملك يزدجرد الثاني، وأثناء عهده القصير، قاتلَ بشكل مستمر أخاه الأكبر فيروز الذي كَانَ مدعومًا من طبقة النبلاءِ، وفي أثناء هجمات الكيدارتيين على أراضي الإمبراطورية في باكتريا، الملك هرمز الثالث قُتِلَ مِن قِبل أَخِّيه فيروز في سنة 459 م.
وفي بِداية القرن الخامس قامت الهيفثليتيس (الهون البيض) مع المجموعات التركية البدائية الأخرى بمهاجمة بلاد فارس، وفي باديء الأمر كان بهرام الخامس ويزدجرد الثاني يوقعان هزائمَ حاسمةَ ضدّهم وأرجعوهم شرقًا، ولكن الهون عادوا في نهايةِ القرن الخامس وهَزموا الملك فيروز الأول (457-484) في سنة 483 م، بعد هذا النصر، قام الهون بغزو وسيطرت على أجزاءَ من شرق بلاد فارس لسنتينِ، وأصبح يحسب حسابهم لبضع سَنَوات فيما بعد.
جَلبتْ هذه الهجماتِ عدمَ الاستقرار والفوضى للمملكةِ، الملك فيروز حاول ثانيةً أَنْ يطْردَ الهيفثليتيس، ولكن في طريقه إلى هراة هو وجيشه حُوصِرُوا مِن قِبل الهون في الصحراءِ، وقُتِلَ الملك فيروز وأُبيدَ جيشه، بعد هذا النصرِ للهيفثليتيس تَقدّموا للأمام إلى مدينةِ هراة، وأصبحت الإمبراطورية في فوضى كبيرة، ولكن في النهاية، أحد الفرس النبلاء مِن العائلةِ القديمة كارين، زارميهر أو سوخرا أعادَ الأمور إلى نصابها في الإمبراطورية ورَفعَ بالاش أحد إخوة فيروز إلى العرشِ، ولكن بالرغم من أن تهديدِ الهون استمرَّ حتى عهدِ الملك كسرى الأول، الملك بالاش (484-488) كَانَ ملكًا معتدلًا وكريمًا، وهذا ما جعله يقدم بعض التنازلات للمسيحيين، على كل حال، الملك بالاش لم يتخذ أي إجراء ضدّ أعداء الإمبراطوريةِ، خصوصًا الهون البيض، بعد أربع سَنَواتٍ من عهد الملك بالاش، أُعْمى الملك وخُلِعَ ورفع النبلاء ابن أخيه قباذ الأول إلى العرشِ.
الملك قباذ الأول (488-531) كان حاكمًا نشيطًا وإصلاحيًا، قام الملك قباذ الأول بدعم الطائفةِ الشيوعيةِ المزدكية التي أَسّسها مزدك بن بامداد، ومزدك هو الذي طالب بأنه يجب على الأغنياءَ أن يُقسّموا زوجاتَهم وثروتَهم مع الفقراء. وكانت نية الملك قباذ بتبني مذهب المزدكية واضحة، وذلك لكَسْر تأثيرِ الأقطابِ والأرستقراطية المُتزايدةِ، وهذه الإصلاحاتِ أدّتْ إلى توديعِه وسجنِه في قلعة النسيانِ (نهر النسيان) في شوش، ورفعوا أَخاه الأصغر جماسب إلى العرشِ في سنة 496 م، ولكن على كل حال الملك قباذ الأول هَربَ في سنة 498 م وقام ملك الهون البيض بتوفير المأوى له.
صعد الملك جماسب (496-498) على العرش بمساعدة النبلاء مودعًا بذلك حكم أخيه الأكبر الملك قباذ الأول، وكَانَ الملك جماسب ملكاً جيداً ورحيماً، وهو الذي خفّضَ الضرائب لكي تُخفّفَ على الفلاحين والفقراء، وهو كَانَ أيضاً تابعاً للطائفة المزدكية، وقام بالانحرافات التي كلّفتْ الملك قباذ الأول عرشه وحريته، ولكن انتهى عهد الملك جماسب عندما جاءه الملك قباذ عَلى رَأسِ جيش كبير مَنحه إياه ملكِ الهيفثليتيس وعادَ الملك قباذ الأول إلى عاصمةِ الإمبراطوريةَ وتَنازلَ له الملك جماسب عن العرش بكل اخلاص وأعادَ العرشَ إلى أَخِّيه الملك قباذ. لم يُذكر في التاريخ ماذا حصل لجماسب بعد إعادة العرش لأخيه قباذ، ولَكنَّه يُعتَقدُ على نحو واسع بأنّه حوسب إيجابياً في محكمةِ أَخِّيه.

### العصر الذهبي الثاني (498-622)
العصر الذهبي الثاني بَدأَ بعد الملك قباذ الثاني لعرشه، وبدعمِ من الهيفثليتيس انطلقتُ حملة الملك قباذ الأول ضدّ الرومان سنة في 502 م واحتل مدينة ثيودوثيوبليس في أرمينيا للأمبراطورية الساسانية، وفي سنة 503 م احتل أميدا (ديار بكر) الواقعة على ضفاف نهر دجلة، وفي سنة 505 م تم الغزو بواسطة الهون الغربيين القادمين من القوقاز مما أدّى إلى هدنةِ دفع خلالها الرومان الإعانات الماليةَ للفُرْس لصيانةِ التحصيناتِ على القوقاز، وفي سَنَةِ 525 م قَمعَ الملك قباذ الأول الثوراتَ في لازيسا واستطاع استرداد جورجيا، واستطاع جيش الملك قباذ الأول هزيمة الجيش البيزنطي بقيادة بيليساريوس المشهور مرّتين، مرة في سنة 530 م في معركةِ نيبيس، والمرة الثانية في سَنَةِ 531 م في معركةِ كالينيكوم، وبالرغم من أن الملك قباذ الأول لم يستطع أن يُحرّرَ نفسه مِنْ سيطرةِ الهيفثليتيس إلا أنه نَجحَ في إعادة مقاتلةِ الرومان بنجاح، أَسّسَ الملك قباذ الأول عِدّة مُدن، البعض مِنها سُمّى على اسمه، وبَدأَ بتَنظيم النظام الضريبي.
بعد الملك قباذ الأول جاء اعتلى العرش ابنه كسرى الأول (532-579) المعروف بأنوشروان (الروحِ الخالدة)، والملك كسرى الأول هو الأكثر شهرةً بين الملوك الساسانيين بسبب إصلاحاتِه في السلطة الساسانية الحاكمة، وفي إصلاحاتِه قدّمَ نظام بطاقات تموينية في النظام الضريبي، مستنداً في ذلك على مسح أملاكِ النبلاء التي هبطت أسعارها نتيجة حجز المزدكية الشيوعية وتأميمها لها، ومع النظام الضريبي الذي بدأه أبوه الملك قباذ بَدأَ الملك كسرى الأول بتجربة كل الطرق لزيَاْدَة الرفاهيةِ والعائداتِ لإمبراطوريتِه، وأعاد جميع النبلاء الإقطاعيين العظماء السابقين إلى أجهزتِهم العسكريةِ الخاصةِ وأعاد لهم أتباعِهم وخدمِهم، وطوّر الملك كسرى الأول قوة جديدة للدهاقنة (نبلاء القرى) والفرسان فقد جعل مصروفاتهم وتجهيزاتهم على الحكومةِ المركزيةِ للدولة، فقد كان تجهيز الجيش الساساني مسؤولية النبلاء في الدولة وكانوا في فترة السلم يستخدمون الجنود في حقولهم ويلزمونهم بالعمل كخدم، ولكن الملك كسرى الأول ربط الجيشَ مباشرةً بالحكومةِ المركزيةِ مِنْ أكثر من ارتباطهم بالسابق بالنبلاء المحليّينِ.
وبالرغم من أن الإمبراطورِ البيزنطي جوستينيان الأول (527-565) دَفعَ 440 ألف قِطَعِة من الذهبِ للمُحَافَظَة على السلام مع الفرس، ولكن في سنة 540 م كسر الملك كسرى الأول معاهدة السلام الأبدي مع الرومان التي حصلت في 532 م، وغَزا الملك كسرى الأول سوريا، حيث حاصر بشكل مؤقت مدينةَ أنطاكية، وجمع الملك كسرى أموالًا من المدن البيزنطية المختلفة في طريق عودته.
وفي سنة 565 م، مات الملك البيزنطي جوستينيان الأول وَخَلَفَهُ الملك جستين الثاني (565-578) الذي صمّمَ على إيقاف الإعانات الماليةِ للزعماءِ العربِ لإعاقتهم عن مُهَاجَمَة الأرضِ البيزنطيةِ في سوريا، في السنوات السابقة كان الساسانيون يحكمون أرمينيا بعائلةِ سورين وبَنوا معبد نارِ في مدينة ديفين قُرْب مدينة يريفان حديثة عاصمة أرمينيا، ولكن بموت العضو المؤثرَ لعائلةِ ماميكونيان، قامت ثورة أدّتْ إلى مذبحةِ الحاكمِ الفارسيِ وحارسِه في سنة 571 م، الإمبراطور جوستين الثاني استغلَّ الثورةِ الأرمينيةِ لإيقاْف دُفْعاتِه السنويةِ للملك كسرى الأول وقام بالتحالف مع الأرمن الذين رحبوا به كحليف، وأرسل جيشه إلى الأراضي الساسانية، فحاصر جيشه مدينة نيبيس في سنة 572 م، على كل حال، حصل خلاف بين الجنرالاتِ البيزنطيينِ الذي أدى ليس فقط إلى ترك الحصار على نيبيس، ولَكنَّهم بعد ذلك حوصروا في مدينةِ دارا التي احتلها الفُرْس ثم بعد ذلك قام الفرس بتدمير سوريا، مما اضطر الإمبراطور جوستين الثاني لطلب السلامِ، أما الثورة الأرمنية فقد انتهتْ بعفو عام مِنْ الملك كسرى الأول الذي أعادَ أرمينيا إلى الإمبراطورية الساسانية.
حوالي سنة 570 م، معديكرب سيف بن ذي يزن الأخ غير الشّقيق لملكِ اليمن الذي خلعه الملك الحبشي أبرهة طَلبَ من الملك كسرى الأول المساعدة لخلع ملك الحبشة الذي يحكم اليمن مسروق بن أبرهة وتولي العرش مكانه، فأرسل الملك كسرى الأول بسرعة جيشًا صغيرًا تحت بقيادة فاهريز إلى اليمن قُرْب مدينة عدن الحالية، ورافق معديكرب الحملة الفارسية، وانتهت المعركة وأصبحَ ملكاً في وقت ما بين سنتي 575 م و577 م. وهكذا كسب الساسانيون حليفاً لهم في اليمن ما جعلهم قادرين على تَأسيس قاعدة في جنوب بلاد العرب للسَيْطَرَة على التجارةِ البحرية في الشرقِ، وتَركَ الساسانيون لاحقاً المملكةُ العربيةُ الجنوبيةُ ثم أرسلوا لها بعثة فارسية أخرى في سنة 598 م التي انتهت بنجاح بحيث جعلت جنوب بلاد العرب محافظة تابعة للدولة الساسانية واستمرت كذلك حتى ظهرت المشاكلِ بعد الملك كسرى الثاني.
عهد الملك كسرى الأول شهد ازدياد قوة الدهاقنة وهم نبلاء القرى، طبقة النبلاء التافهة التي كانت تحوز العقارات التي كَانتْ العمود الفقري مِنْ لإدارة الساسانيين الإقليمية وكذلك النظام الضريبي الذي أسسه الملك كسرى الأول، الملك كسرى الأول كَانَ بنّاء عظيم، قام بتحسين رأس مال الدولة بتأسيس البلداتَ جديدةَ، وبناء البناياتَ الجديدةَ، وإعادة بناء القنواتَ وتجهيز المزارع مجدّداً التي حطمتها الحروب، بَنى تحصيناتَ قويةَ في الترخيصاتِ، وقام الملك كسرى الأول بوضع القبائل في البلداتِ المُختَاَرةِ بعناية على الحدودِ ليجعل هذه القبائل موالية للفرس وتصد المحتلين، الملك كسرى الأول كَانَ متسامحاً مع كُلّ الأديان، ومع ذلك أَمرَ بأنّ الزرادشتية يَجِبُ أَنْ تَكُونَ الدين الرسميَ للدولة، ولَمْ ينزعج كثيراً عندما اعتنق أحد أبنائِه المسيحية.
بعد الملك كسرى الأول تولى العرش الملك هرمز الرابع (579-590) وكَانَ أيضًا حاكمًا نشيطًا وقد واصلَ النجاحَ والازدهارَ اللذَيْن أَُسّسا مِن قِبَلِ أسلافِه، وأثناء عهدِ كسرى الثاني (590-628) ثار الجنرال برهام تشوبين (الملك برهام الخامس) المنافس للملك كسرى الثاني عليه ودخلت الإمبراطوريةَ سريعاً في أزمة، ولكن الأزمةَ لم تدم طويلًا، وكسرى الثاني أسس قوته مسيطراً بذلك على الإمبراطوريةِ، وقام بإِسْتِغْلال الحرب الأهلية في الإمبراطوريةِ البيزنطية وانطلق مع جيوشه باحتلال شامل للأراضي البيزنطية، فقد كاد حلم كسرى الثاني بإعادة حدود الإمبراطورية الأخمينية السابقة يتحقق وكاد أن يكتمل بسقوط القدس ودمشق في يده، وكذلك مصر سَقطتْ مباشرة بعد ذلك، وفي سنة 626 م أصبحت مدينة القسطنطينية عاصمة الإمبراطورية البيزنطية تحت حصار السلافيين والأوراسيين المتحالفين مع الفرس، هذه القمة في التوسع الساساني كان يرادفها في نفس الوقت قمة تَفَتُّح الفن الفارسيِ والموسيقى والهندسة المعمارية في بلاد فارس وبحلول سنة 622 م كانت الإمبراطورية البيزنطية على حافة الانهيارِ وحدودِ الإمبراطوريةِ الأخميدية السابقة على كُلّ الجبهات احتلها الساسانيون ما عدا أجزاء من الأناضول.

### عصر الهبوط والسقوط (622-651)
للمقال الكامل، اقرأ الحرب الأخيرة بين الروم والفرس وفتح فارس
بالرغم من النجاح الضخم لحملة الملك كسرى الثاني، إلا أنها أرهقت الناس بالضرائب، واستطاع الإمبراطور البيزنطي هرقل (610-641) أن ينتقمَ من الساسانيين بتحرك تكتيكي وذلك بأن ترك العاصمة المحاصرة القسطنطينية وهاجم بلاد فارس مِنْ المؤخّرةِ عن طريق الإبحار من البحر الأسود، وفي هذه الأثناء ظَهرَ شكَّ متبادلَ بين الملك كسرى الثاني وجنرال جيشه شهرباراز، وقام الوكلاءُ البيزنطيون بتسريب رسائل مزيفة للجنرال شهراباراز تظهر بأنّ الملك كسرى الثاني كَانَ يُخطّطُ لإعدامه، فخاف الجنرالَ شهرباراز على حياته وبَقى محايداً أثناء هذه الفترةِ الحرجةِ، وخسرت بلاد فارس بذلك خدماتَ إحدى أكبر جيوشِها وإحدى أفضل جنرالاتِها، إضافةً إلى ذلك توفي بشكل مفاجئ شاهين وسباهبود العظيم قادة الجيش الساساني والذي كان تحت سيطرته بلاد القوقاز وبلاد الأناضول، وهذا ما رَجَّحَ كفّة الميزان لمصلحة البيزنطيين وأوصل الملك كسرى الثاني إلى حالةِ الكآبةِ.
وبمساعدةِ الترك الزرق وقوَّات تركية أخرى استغل الإمبراطور البيزنطي هرقل غياب قادة الجيش الساساني شاهين ورِبح عِدّة انتصارات مُدَمّرة للساسانيين وأضعفتْ جوهرياً الساسانيين بعد 15 عاماً على حربهم للبيزنطيين، حملة الملك هرقل تَتوّجتْ في معركة نينوى، حيث انتصر الملك هرقل - بدون مساعدة الترك الذين تَركوه - على الجيش الساساني بقيادة راهزاد، وزحف الملك هرقل خلال بلاد ما بين النهرين غربِ بلاد فارس وعرش سليمان وقصر داستوجيرد حيث وصلته أخبار اغتيالِ الملك كسرى الثاني. (انظر المقال: الحرب الأخيرة بين الروم والفرس).
بعد اغتيالِ الملك كسرى الثّاني انتشرت الفوضى في الدولة الساسانية على مدى أربع عشْرة سنة وجاء بعد كسرى الثاني إثنا عشرَ ملك متعاقبون من ضمنهم اثنتان مِنْ بناتِ كسرى الثاني براندخت وازرميدخت، وضعفت الإمبراطورية الساسانية إلى حدِّ كبير، وتغيرت قوَّة السلطة المركزية على أيدي جنرالاتِ الجيش، واستغرقت هذه الفوضى عِدّة سَنَوات لظهر ملك قوي بعد سلسلة من الانقلابات العسكرية.
وفي ربيع سنة 632 م، يزدجرد الثالث حفيد الملك كسرى الثاني الذي عاشَ في اصطخر اعتلى العرش الساساني، وفي تلك السَنَةِ نفسها بدأت الفتوحات الإسلامية الأولى لبلاد الفرس. جاء في أطلس تاريخ الإسلام (ص49): «هناك مبالغة في نصوص تصوير اتساع دولة فارس في العصر الإيراني، لأن فارس لم تكن قط في أي عصر من عصور تاريخها قبل الإسلام دولة ثابتة الحدود. إنما كانت حدودها تتسع أحياناً في عصور الملوك الأقوياء، وتنقبض في عصور الضعفاء وهم الأكثرون. وعماد القوة العسكرية الإيرانية كان جماعات مرتزقة من قبائل تركية إلى جانب قبائل الهضبة الإيرانية نفسها. وكان الأكاسرة يسلطون هذه الجماعات المقاتلة على على البلاد لإرهاب أهلها وإرغامهم على دفع الجزية والإتوات كما ترى في الولايات الشرقية».
وفي الحقيقة أن الساسانيين قاوموا في البداية مقاومة فعّآلة استطاعت أن تضغط على الجيوشِ الإسلامية الأوليةِ وتمنعها في البداية، ولكن كان الملك يزدجرد الثالث تحت رحمة مُستشاريه مختلفي الرأي أمام الانهيار الواسع للبلاد بسبب الممالك الإقطاعية الصغيرة، إلا أن الفرس لم يعودوا مهددين بعد اللقاء الأول بين الساسانيين والعرب المسلمين الذي كان في معركة الجسر سنة 634 م والذي أدّى إلى انتصار الساسانيين، لكن لَمْ يُتوقّفْ الفتح الإسلامي هناك وظَهرَ ثانية بسبب الجيوشِ الإسلامية المنضبطةِ تحت قيادة القائد سعد بن أبي وقاص أحد الصحابة والذي اختاره الخليفة الراشد عمر بن الخطاب لقيادة الجيش العربي المسلم وهزم سعد بن أبي وقاص الجيش الساساني الكبير الذي كان بقيادة الجنرالِ الساساني رستم فروخزاد في معركة القادسية في سنة 637 م وأصبحت مدينة المدائن محاصرة وسقطت بعد الحصار، بعد هذه الهزيمة الكبيرة للفرس في معركة القادسية هَربَ الملك يزدجرد الثالث شرقاً مِنْ المدائن، وترك خلفه أغلب الخزانةِ الإمبراطوريةَ الواسعةَ، وفتح المسلمون المدائن بعد ذلك، وتركت الدولة الساسانية مصدراً مالياً قوياً لهم استطاعوا الاستفادة منها، وكَأنت الإمبراطوريةُ الساسانية في ذلك مستنزفة ومقسّمة وبدون حكومة قوية مركزية فعّآلةِ، في وقت الفتوحات الإسلامية، وتطورت الأحداثَ بعد ذلك بسرعة، فبسبب الفراغ النسبي مِنْ السلطةِ في الإمبراطوريةِ كانت النتيجة هي الفتح الإسلامي لباقي أراضي الإمبراطورية في بلاد فارس، وحاول عدد مِنْ حكام بلاد فارس الساسانيين دَمْج قواتهم لإيقاف الفتوحات الإسلامية، ولكن هذه الجهود كانت بلا فائدة بسبب انعدام السلطة المركزية القوية، وتمت هزيمة هؤلاء الحكام في معركة نهاوند، وكان الأمل الوحيد للإمبراطورية الساسانية لهزيمة المسلمين هو طائفة فروسية هم (طبقة النبلاء الأحرار)، وتم استدعاء هذه الفرقة العسكرية التي لم تكن جاهزة في كل وقت وحاولوا تكوين جيش وحيد للدفاع الأخير عن الإمبراطورية الساسانية، ولكن أيضاً بلا فائدة بسبب عدم وجود التركيبة العسكرية المنضبطة وعدم وجود الدعم المالي للقوات العسكرية، وتحطمت هذه الطائفة الفروسية تدريجياً بسبب الفوضى في الإمبراطورية، فأصبحت الإمبراطورية الساسانية عاجزةَ جداً أمام الفتوحات الإسلامية.
مع انتشار أخبار الهزائم المتتالية للجيوش الفارسية أمام الجيوش الإسلامية هرب الملك يزدجرد الثالث مع نبلاء الدولة الفارسية من عاصمة الإمبراطورية نهاوند إلى المحافظة الشمالية خوزستان، وبعد ذلك بسنوات تم اغتيال الملك يزدجرد الثالث على يد طحان في مرو سنة 651 م، بينما استقر بقية النبلاء في وسط آسيا حيث ساهموا كثيراً في الثقافة واللغة الفارسيةِ ونشروها في تلك المناطقِ وأسسوا السلالة الإيرانية المحلية الأولى سلالة السامنيين تلك السلالة التي أرادتْ إنْعاش التقاليد الساسانية التي قيدها المسلمون بعد فتح بلاد فارس.
الشلل الغير متوقع للإمبراطوريةِ الساسانية اكتملَ بعد خمس سَنَوات، وأغلب أراضي الدولة الساسانية أصبحت ضمن أراضي الخلافةِ الإسلامية الجديدة، والعديد مِنْ المُدنِ الفارسية حاولت الخروج على المسلمين عدّة مرات، مُدن مثل أصفهان والري وهمدان قام على إثرها العديد من الخلفاء المسلمين بقمع الثورات فيها ثلاث مرات ولكن السكان المحليين في بلاد دخلوا في الإسلام برغبتهم، وأما من لم يدخل الإسلام منهم فقد تم فرض الجزية عليه، وهو مبلغ مالي أو عيني رمزي يؤخذ من أهل الكتاب والمجوس مرة كل عام.
وبعد ذلك قام المسلمون بفتح بلاد فارس كلها، وبفتح بلاد فارس على يد المسلمين وبمقتل الملك يزدجرد الثالث سنة 651 م كانت نهاية الإمبراطورية الساسانية.

## الحكومة
أَسّسَ الساسانيون إمبراطوريةً حدودها مقاربة لحدود الإمبراطورية الإخمينية، وجعلوا إدارة هذه الإمبراطوريةِ من عاصمتهم تسيفون التابعة لمحافظة خفارفاران، وقد أطلق الملوك الساسانيون على أنفسهم لقب شاهنشاه (ملك الملوكِ)، وأما الملكات الساسانيات فقد كَانَ عِنْدَهُن لقب بينيبشينان بانيبشين (ملكة الملكاتِ)، فأصبح الملوك الساسانيون هم السادة الكبار المركزيون لهذه الإمبراطورية وجعلوا النارِ المقدسةِ هي رمز الدين الوطني، وهذا الرمزِ واضح على عملات الساسانيين المعدنية حيث الملك السائد بتاجِه وملابسه الفخمةِ يَظْهرُ على وجهِ العملة، والنارِ المقدّسةِ رمز الدين الوطني على عكسِ العملة المعدنيةَ.
ربما تكون الأراضي الساسانية يحكمها عدد مِنْ الحُكَّامِ مِنْ العائلة الساسانية المالكةِ المعروفة بـ (شهردار) ولكن الإشراف المباشر على الحكم هو للملك (شاهنشاه)، وقد تميز حكم الساسانيين بالمركزيةِ الكبيرةِ والتخطيط الحضري الطموح والتنمية الزراعية والتحسينات التقنية، ولكن كان تحت الملك الساساني بيروقراطية قويَّة نفّذتْ مُعظم شؤونِ الحكم، وضمن هذه البيروقراطيةِ كانت هناك الكهانة الزرادشتية وكَانتْ قويَّةَ جدّاً، والكاهن الأكبر للديانة المجوسية (الزرادشتية) في الإمبراطورية الساسانية يعتبر مساوياً للقائد الأعلى للجيوش الساسانية (إيران سپاهبود)، وكان رئيس نقابة التجار والتُجّارَ (هو توخشان بود) وكذلك وزير الزراعة (واستريوشانسالار) الذي كَانَ أيضاً رئيسَ المزارعين كَانوا جميعاً تحت الإمبراطورِ الساساني، وهم الرجال الأقوى والأعلى مرتبة بعد الإمبراطور في الدولة الساسانية.
تم إعداد مجلس الدولة في الإمبراطورية الساسانية وهو يضم الإمبراطور الساساني ووزراءه، يتَصرّفَ الملكُ الساساني عادةً بنصيحةِ وزرائه الذين يكونون في مجلس الدولة، المسعودي المؤرخ المسلم مَدحَ الإدارة الممتازة للملوك الساسانيين وسياستهم المنظمة بشكل جيد، وعنايتهم بشؤون الإمبراطورية، وازدهار مملكتهم في جميع المجالات.
الحكم في الإمبراطورية الساسانية وراثي في الأوضاع الطبيعية ولكن قد يجعل الملك الحكم من بعد للابن الأصغر في حالتين:
1 - عندما لا يكون الوريثَ المباشرَ موجوداً.
2 - إذا اختار النبلاء والأساقفة في الدولة هذا الابن الأصغر، ولكن يُحدد اختيارهم في أعضاء العائلة المالكة.
طبقة النبلاء في الإمبراطورية الساسانية هي عبارة عن خَلِيْط من العشائرِ الفارسية القديمة وعوائل أرستقراطية فارسية وعوائل نبيلة مِنْ الأراضي الخاضعة للإمبراطورية، وقد ارتفعت العديد مِنْ العوائلِ النبيلةِ الجديدةِ بعد حلول السلالةِ الساسانية وسيطرتها على الحكم في بلاد فارس، بينما العديد مِنْ العشائرِ الفارسيةِ المهيمنةِ سابقاً في الإمبراطورية بارثيون البارثية وهي سبع عشائر فارسية بقيت وكانت لها الأهميةِ الكبيرة في الإمبراطورية الساسانية، في عهد الملك المؤسس للإمبراطورية أردشير الأول كانت العوائل البارثية القديمة (سورين باهلاف) و(كارين باهلاف) مع عِدّة عوائل فارسية (فارازيس) و(أنديجانز) كنات لهم مرتبة شريفة وعظيمة في الإمبراطورية الساسانية، وريث الملك أردشير الأول وهو الملك شابور الأول كانت له علاقة وطيدة ببيت عائلة (سورين باهلاف) بسبب أمه، وهذا واضح في الرمز الذي استعمله قمة جوندوفر ودائرة أحاطت بالهلال، وأيضاً إضافة إلى العوائلِ غيرِ الإيرانية النبيلةَ والإيرانيةَ هناك أيضاً ملوك مرو وسيستان وأبارشهر وكرمان وإيبريا وأديابين كانت لهم منزلة كبيرة بين النبلاء في الإمبراطورية، وفي حقيقة الأمر أن بعض العوائل النبيلة في الإمبراطورية مثل سورين وكارينز وفارازيس قد تمتعت بحكم شبه مستقل في بعض الولايات الساسانية، وأبقت عائلة سورين باهلاف قاعدتهم في سيستان وحَكمَت إحدى فروع العائلة المنطقةَ التي حول نيسابور، وهكذا فإن العوائل النبيلة التي ظهرت في الإمبراطوريةِ الساسانية استمرّتْ في حكمها لهذه الولايات بحكم حقها الشخصي بالرغم من تبعيتها للإمبراطورية الساسانية.
عُموماً، فإن عائلة بوزرجان تعتبر مِنْ العوائلِ الفارسيةِ التي حصلت المواقعَ الأقوى في الإدارةِ للإمبراطوريةِ، إضافة إلى ذلك ذلك القادة العسكريين الذين كانوا يحكمون محافظاتِ الحدودِ (مرزبان)، وكان القادة العسكريون يتفاوتون في المنزلة عند الملوك الساسنيون فمثلاً حكام محافظات الحدود الأكثر إستراتيجيةً مثل: محافظةِ القوقاز كانوا في منزلة أعلى من غيرهم حكام محافظات الحدود الآخرين.
من الناحية الثقافية طبق الساسانيون نظام التقسيم الطبقي الاجتماعي، وهذا النظامِ كَانَت تدعمه الديانة الزرادشتية التي أصبحت الدين الرسمي للإمبراطورية الساسانية، والزرادشتية أظهرت الأديانُ الأخرى بأنها كَانتْ قَدْ تُحمّلتْ بشكل كبير في الإمبراطورية، ولكن أرادَ الأباطرة الساسانيون شعورياً أَنْ يُنعشوا التقاليد الفارسية وإزالة التأثير الثقافيِ اليوناني على الإمبراطورية وأراضيها.

### الجيش الساساني
للمقال الكامل، اقرأ الجيش الساساني
العمود الفقري مِنْ الجيش الفارسي (سباه) في العصرِ الساساني كَانَ متكوّناً من اثنين مِنْ أنواعِ وحداتِ سلاح الفرسان الثقيلةِ: كليباناري وكاتفراكس، هذه قوة سلاح الفرسان، وهي متكوّنة من النبلاء الذين يتَدربون في شبابهم على الخدمة العسكرية، ويدعمهم سلاحِ الفرسان الخفيفِ: مشاة، ونّبّالون (الذين يرمون السهام)، وتَركّزتْ وسائلُ الساسانين في عَرْقَلَة العدو في النّبّالين، وفيلة الحربِ، وقوَّات أخرى، وهكذا يمكن في المعارك أن يفتح ذلك ثغرات في العدو يمكن لقوات سلاح الفرسان أن يستغلها.
وعلى خلاف أسلافِهم البارثيين، فإنه قد طوّرَ الساسانيون أساليب الحصارِ وأصبحت متقدّمةِ، وخَدمَ هذا التطويرِ الإمبراطوريةَ الساسانية جيداً في النزاعاتِ مَع الرومان، التي يتمحور فيها النجاح في القدرةِ على الإِسْتِيلاء على المُدنِ والنقاطِ المُحَصَّنةِ الأخرى، بالمقابل طوّرَ الساسانيون أيضاً عدد مِنْ التقنياتِ للدفاع عن مُدنِهم مِنْ الهجومِ، الجيش الساساني كَانَ مشهوراً بسلاح فرسانه الثقيلِ الذي كَانَ يماثل كثيراً جيشِ سلفِه الفارسي ولكنه كان أكثر تقدّماً وفتكاً منه، المؤرخ اليوناني أميانوس ماركيلينوس وصف سلاح الفرسان الثاني (كليباناري) الذي قام بتجهيزه وتنظيمه الملك شابور الثاني.
وفي الحقيقة أن سلاح الفرسان الثقيل الإسلامي المخيف كَان مماثلاً بشكل حرفي للعرب الذين تَبنّوا أسلحةَ ووسائلَ سلاحِ الفرسان (كليباناري)، وسلاح الفرسان الثقيلِ العربي الإسلامي الذي اجتاحَ بقيّةَ الإمبراطورية الرومانية، طورت الإمبراطورية الساسانية في الجيش الفارسي طبقة النبلاء (أزادان) كطائفة فروسية، وطورت أسلحة سلاح الفرسان (كليباناري) وقام العرب بتبني هذه الفرق العسكرية التي استغلها فيما بعد للغزو الإسلامي والذي تباعاً أعطاها للغرب، الإنفاق المالي على الطائفة الفروسية (أزادان) إلى جانب أنهم ظهروا بمظهر المدافع عن العرش الساساني كل هذه العوامل اشتركت في بقاء هذه الطائفة الفروسية واستمرارها، وكذلك كانوا الأكثر بروزاً في الحروب باعتبار أنهم هم المدافعين عن العرش الساساني، وكَانَت الإمبراطورية في ذلك الوقت غير مستنزفة ولا مقسّمة وليست بدون حكومةِ فعّآلةِ في وقت الغزوات العربيةِ الإسلامية، الطائفة الفروسية (أزادان) قوات حماية الحدود أن تهزمهم، ولَكنَّهم ما كَانَوا أبداً يُسْتَدْعون ولكن بمرور الوقت، تَجلّتْ الأحداث بسرعة، وظهر الفراغ النسبي في السلطةِ في الإمبراطوريةِ، وكانت النتيجة الغزو الإسلامي، والعجيب أن الطائفة الفروسية (أزادان) لا تزالتَبْقى في الروح، ليس من الناحية الشخصية، ولكن في أوروبا الغربية التي أسست هذا الفرقة العسكرية تباعاً للعرب فجعلت لها عقارات إقطاعية في القرون الوسطى لتمويلها، وأصبحت هي رمز الشرف الفروسي والتزاماً نبيلاً بالدفاع عن العرش في القرون الوسطى في أوروبا.

### النزاعات
للمقال الكامل، اقرأ العلاقات الرومانية مع البارثيين والساسانيين ومعارك الإمبراطورية الساسانية والحروب الرومانية الفارسية
كما أن الساسانيين ورثوا دولة البارثيين واستمروا في حروبهم مع الإمبراطورية الرومانية فقد استمرت الصراعات والعمليات الحربية مع الإمبراطورية الرومانية حتى بعد انقسامها في 395 م إلى الإمبراطورية الرومانية الشرقية (البيزنطية)، وعاصمتها القسطنطينية، التي حلت محل الإمبراطورية الرومانية، وقد استمر وصف الفرس الساسانيين لها بـ (العدو الغربي) كما وصفت الإمبراطورية الرومانية قبل أنقسامها، والاعمال العداءيه بين الإمبراطوريتين الساسانية والبيزنطية أصبحت أكثر توتراً، وقد كانت الإمبراطورية الساسانية على غرار الإمبراطورية الرومانية في صراع دائم مع الممالك المجاورة والبدو الرحل، وبالرغم من أن الساسانيين لم يستطيعوا القضاء بشكل تام على غارات البدو الرحل، إلا أنهم نجحوا بشكل كبير في التعامل معها أكثر من الرومان، وذلك بسبب استعمالهم لسياسة منظمة وحملات تهديد رادعة للبدو الرحل.
أما في الغرب، فقد كانت حدود الإمبراطورية الساسانية مناخمة لإقليم كبير للإمبراطورية البيزنطية، وكان إقليماً مستقراً وهادئاً، ولكن في الشرق كان أقرب جيران الإمبراطورية هما:الإمبراطورية الكاشانية، وقبائل البدو الرحل مثل: الهون البيض، وقد قامت الإمبراطورية الساسانية ببناء بعض التحصينات مثل: قلعة طوس ومدينة نيسابور التي تحولت فيما بعد إلى مركز للتعلم والتجارة، كما ساعد في الدفاع عن المقاطعات الشرقية للإمبراطورية من الهجوم.
في جنوب ووسط الإمبراطورية: القبائل العربية البدويه حين اغارت على الإمبراطورية الساسانية، قام الساسانيون بتأسيس مملكة المناذرة العربية وعاصمتها (الحيرة)، لكي تفصل بين البر الرئيسي للإمبراطورية وبين القبائل العربية الغازية.
بسبب الصراع بين الإمبراطور الساساني كسرى الثاني (أبرويز) وملك المناذرة النعمان بن المنذر سنة 602 م والذي أدى فيما بعد إلى معركة ذي قار سنة 609 م التي انتصر فيها العرب على الجيش الفارسي وبسبب الحروب الطاحنة بين الإمبراطورية البيزنطية بقيادة الإمبراطور البيزنطي هرقل، أضعف ذلك الإمبراطورية الساسانية سياسياً وعسكرياً، فلم تستقر الإمبراطورية بعد مقتل كسرى الثاني (أبرويز) بل قام الفرس بقتل من بعده من الملوك حتى انتهت دولتهم على يد العرب المسلمين، وكذلك ضعفت الإمبراطورية عسكرياً بسبب إرهاق الجيش الساساني بالحروب مع البيزنطيين والقبائل العربية في الجاهلية والإسلام.
وفي الشمال، كانت قبائل الخزر التركية وغيرها من البدو الرحل في كثير من الأحيان تقوم بالاعتداء على المقاطعات الشمالية من الإمبراطورية، وبعد ذلك بوقت قصير قام الميديون بنهب الأراضي الساسانية في سنة 634 م، ولكن قام الجيش الفارسي بهزيمة الميديين وطردهم، وقام الساسانيون بعدها ببناء العديد من التحصينات في منطقة القوقاز لوقف هذه الهجمات.

## نشاطات الولايات الشرقية للإمبراطورية

### العلاقات مع الصين
أقامت الإمبراطورية الساسانية علاقات خارجية قوية ونشطة مع الصين، وأصبح في الصين سفراء من فارس وكثيراً ما يسافر إليها، وقد ورد في الوثائق الصينية القديمة تقرير عن ثلاثة عشر سفيراً تجارياً ساسانياً جاءوا إلى الصين، وكانت النشاطات التجارية البرية والبحرية مع الصين نشطة، وكان ذلك مهماً على حد سواء عند الإمبراطورية الساسانية والإمبراطوريات الصينية، وقد عُثر على أعداد كبيرة من القطع النقدية الساسانية في جنوب الصين مما يؤكد وجود التجارة البحرية بين الساسانيين والصينيين.

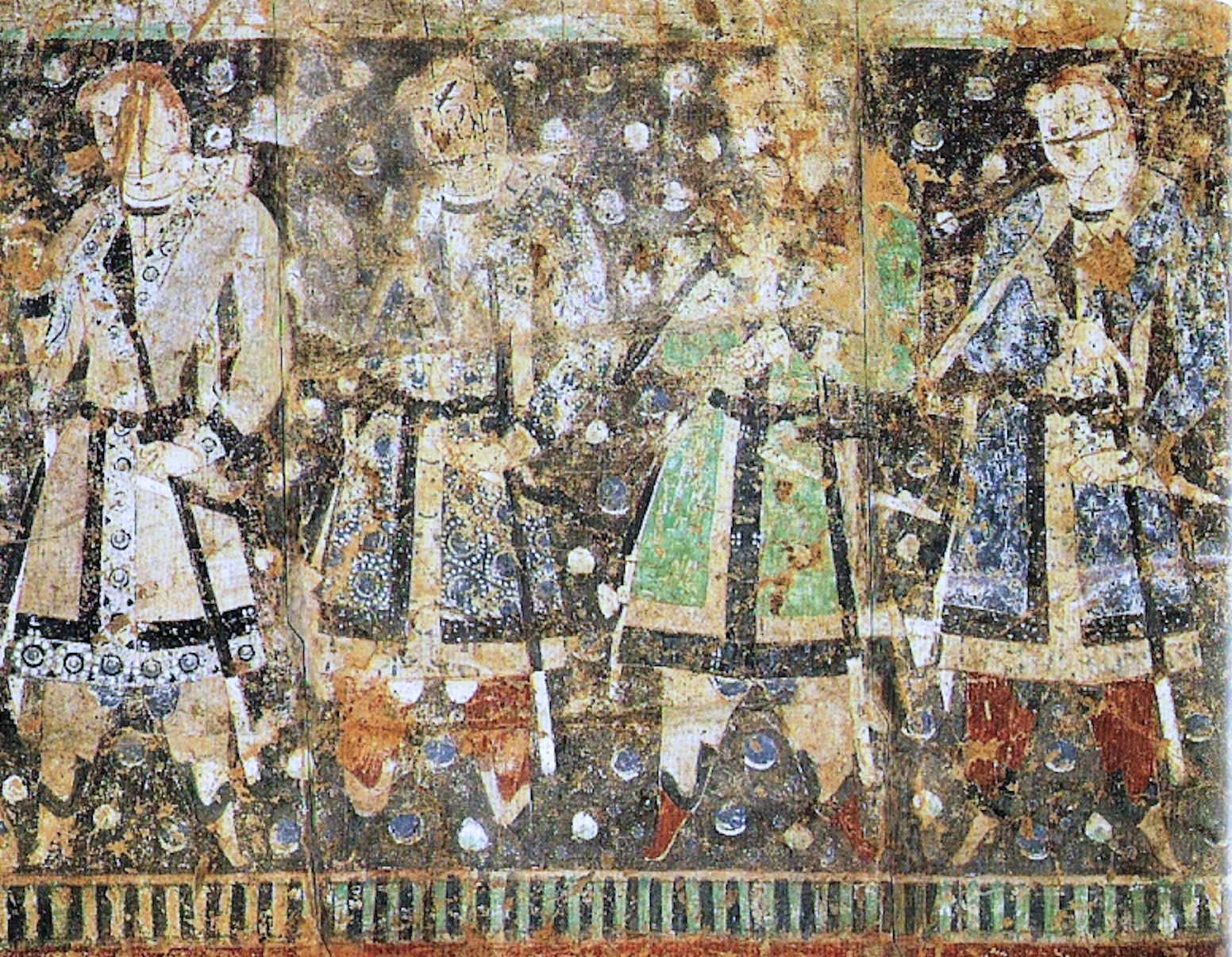
من الرسوم الساسانية القديمة

وقد أرسل الملوك الساسانيون في مناسبات مختلفة أكثر الراقصين والموسيقيين الفرس موهبة إلى الإمبراطورية الصينية في فترة حكم ليويانغ في عصر (أسرة جين) (265 م - 420 م) وأسرة (وي الشمالية) وسلالة (تشانجان) - وهي سلالة فريدة من نوعها حكمت الصين - وسلالة تانغ وغيرها، والسلالات الحاكمة في الإمبراطوريات الصينية وكذلك الإمبراطورية الساسانية على حد سواء استفادوا من التجارة على طول طريق الحرير، والمصلحة مشتركة بين الطرفين في صون وحماية تلك التجارة، وكان هناك تعاون في حراسة طرق التجارة عبر آسيا الوسطى، وقاموا ببناء الآبار في مناطق الحدود الآمنة لإبقاء القوافل بعيدة من قطاع الطرق والقبائل الرحل.
سياسيًا: بذل الساسانيون والصينينون جهوداً عديدة لعقد التحالفات بينهما ضد العدو المشترك (الهفتاليون) وهم قبائل الهون البيض، وفي الوقت الذي نمت فيه قوة إحدى القبائل التركية (كوكتلر) في آسيا الوسطى تعاون الصينيون والساسانيون في محاربة هذه الإمبراطورية الوليدة التي تعتبر خطراً مشتركاً عليهما.
هرب فيروز – ابن الإمبراطور الساساني يزدجرد الثالث – وابنه نيرسي مع عدد قليل من النبلاء الفرس إلى الصين ولجؤوا إليها بعد الفتح الإسلامي للإمبراطورية الساسانية والقضاء عليها، ومن المحتمل أنه في سنة 670 م تم إرسال قوات صينية مع فيروز من اجل استعادة الحكم الساساني واسترجاعه لعرشه وقد كانت نتائج المعارك مع المسلمين متفاوتة، وربما استطاع أن يسترجع (سيستان) واستطاع فيروز حكمها في فترة قصيرة، وهذه المعلومة التاريخية ظهرت من خلال بعض الآثار والأدلة من بعض النقود القليلة المتبقية، ولكن بعد ذلك عاش نيرسي بن فيروز وذريته في الصين وتمت معاملتهم كأمراء بكل احترام.

### التوسع نحو الهند
بعد سيطرة الساسانيين على إيران والمناطق المجاورة لها في عهد أول أباطرة الساسانيين أردشير الأول وكذلك الإمبراطور الثاني شابور الثاني (240 م – 270 م) واستطاع توسيع سلطتهم شرقاً إلى ما يسمى اليوم ب(باكستان) وشمال غرب (الهند) اللتان كانتا تتمتعان بالحكم الذاتي تحت الإمبراطورية الكاشانية، ولكن الكاشانيين اضطروا في النهاية الخضوع للساسانيين، ورغم ضعف الإمبراطورية الكاشانية في مناطق شمال الهند في القرن الثالث الميلادي إلا أنه نمت قوة وسيطرة إمبراطورية غوبتا عليها في القرن الرابع الميلادي، ولكن من الواضح أنه كان للإمبراطورية الساسانية سيطرة وقوة وتأثير على مناطق شمال غرب الهند طوال هذه المدة.
وكان هناك اتصال ثقافي وسياسي بين بلاد فارس وشمال غرب الهند خلال هذه الفترة بسبب بعض انتشار الثقافة الساسانية في مناطق كوشان المحتلة، وتأثر الكوشانيون بالساسانيين في تصور مفهوم (الملكية)، وانتشرت التقاليد الساسانية في تجارة المنسوجات والأواني الفضية.
ولكن هذا الاتصال الثقافي بين الكوشانيين والساسانيين لم يستطع أن يغير من الممارسات الدينية للساسانيين أو مواقفهم من الكوشانيين، لأن الساسانيين كانوا يقومون بالدعوة للزرادشتية الديانة الرسمية للدولة، بل ويقومون في بعض الأحيان على اضطهاد الأقليات الدينية في الإمبراطورية وإجبارهم على اعتناق الديانة الزرادشتية، بينما يفضّل الكاشانيون أسلوب (التسامح الديني).
وانحدر الاتصال الثقافي بين بلاد فارس والهند إلى أدنى مستوى خلال تلك الفترة، ولكن بقي هناك اتصال ثقافي بينهما، فعلى سبيل المثال: استورد الفرس من الهند لعبة (الشطرنج) وغيّروا اسم اللعبة من (شطرنجا) إلى (شطرنج)، وفي المقابل: أخذ الهنود من الفرس لعبة (الطاولة).
وخلال فترة حكم الإمبراطور الساساني كسرى الأول تم استيراد العديد من الكتب من الهند وترجمتها إلى (البهلوية) اللغة الرسمية للإمبراطورية الساسانية، ومن الأمثلة البارزة لذلك: ترجمة قصص (دليلة ودمنة) الهندية على يد (برزويه) أحد وزراء كسرى الأول بناءً على أمره، وهذه الترجمة الفارسية لهذه القصص الهندية عرفت طريقها فيما بعد إلى اللغة العربية واللغات الأوروبية، وقد ذكر الفردوسي في كتابه (شاهنامه) التفاصيل الكاملة للقصة الأسطورية لرحلة الوزير (برزويه) إلى الهند للحصول على كتاب (دليلة ودمنة).

## المجتمع الإيراني تحت الحكم الساساني

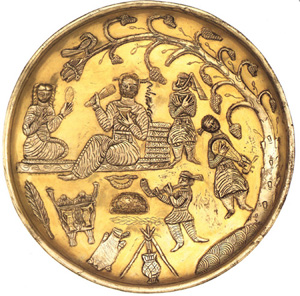
للموسيقى والشعر أهمية كبيرة في إيران القديمة كما هو الحال اليوم، صورة القرن السابع لعصر الموسيقيين الساسانيين

كانت الحضارة الساسانية وكان المجتمع الساساني مزدهرين، ولم يكن ينافسهم في هذا الازدهار إلا الحضارة البيزنطية، وكان التبادل الثقافي والعلمي بين الإمبراطوريتين شاهداً على التنافس والتعاون بينهما.
من أبرز الفروق بين الإمبراطوريتين البارثية والساسانية هو الحكومة المركزية، فالساسانيون من الناحية النظرية كانوا يعتبرون مجتمعاً مثالياً يمكن فيه الحفاظ على الاستقرار والعدالة، وقد توفر لذلك العامل القوي وهو الحكومة المركزية الساسانية، ولكن كان نسيج المجتمع الساساني شديد التعقيد مع وجود نظم مستقلة للتنظيم الاجتماعي الذي يتحكم في العديد من المجموعات الاجتماعية المختلفة داخل الإمبراطورية، يعتقد المؤرخون أن المجتمع الساساني كان ينقسم إلى أربع فئات:
- "الكهنة" (في الفارسية: آتروبان)،
- "المقاتلون" (في الفارسية: أرتشتاران)،
- الأمناء" (في الفارسية: دبيران)،
- «العامة» (في الفارسية: هوتخشان - واستريوشان).
- ولكن الطبقة المتميزة في المجتمع الساساني هم «شاهنشاه» ومعناه: ملك الملوك (الإمبراطور الساساني) وهو الذي يحكم على جميع الأمراء وطبقة النبلاء (في الفارسية: بزركان) والحكام للولايات الساسانية، وكان (شاهنشاه) والكهنة وطبقة النبلاء يشكلون طبقة متميزة في المجتمع الساساني، وكان هذا النظام الاجتماعي صارمًا إلى حد ما في الإمبراطورية الساسانية.

الانتماء إلى طبقة معينة كان يقوم على أساس الوراثة أو (الولادة)، ولا يوجد استثناء في ذلك للانتقال من رتبة إلى أخرى إلا على أساس الجدارة والكفاءة، وكان من وظائف الملك الساساني هو الضمان لاستقرار هذه الفئات وعدم تداخلها، وكان هذا النظام الاجتماعي يكفل عدم قمع القوي للضعيف في الدولة، وفي نفس الوقت، يبقي الضعيف على ضعفه، وكان الحفاظ على هذا التوازن الاجتماعي هو جوهر العدالة الملكية في الإمبراطورية الساسانية، وكانت فعالية أداء هذه الفئات في المقابل يقوم على أساس تمجيد النظام الملكي قبل كل شيء.
وكان المجتمع الساساني ينقسم إلى أزادان أو أزاتان (الأحرار)، وكذلك غيرهم من حراسهم، وهؤلاء الحراس كانوا متحدرين من الغزاة الآريين القدماء ومجموعات من الفلاحين غير الآريين، وقد تشكل من هذه الطبقة الارستقراطية الكبيرة (أزاتان) عدد قليل من المسؤوليين الإداريين، ومعظمهم كانوا يعيشون على تجارة العقارات الصغيرة، وقد كانت هذه الطبقة هي العمود الفقري لسلاح الفرسان في الجيش الساساني.

### الدين
يرى العديد من العلماء بأن الزورانية هي الديانة الرسمية في الإمبراطورية الساسانية، مع وجود طوائف زرادشتية أخرى مثل الكيومرثية وكان هناك أيضًا وجود أديان أخرى مثل كنيسة المشرق والمانوية.

## التراث الساساني وأهميته
ازدهرت الإمبراطورية الساسانية في العالم القديم وكان لها تأثير قوي على المفكرين والكتاب اليهود. يقول بيشل إنه بعد السبي البابلي، عندما طرد اليهود مؤقتا من فلسطين، اختار الكثيرون البقاء في الإمبراطورية البابلية، حيث تبادلوا الأفكار الدينية مع الزرادشتيين.
في وقت لاحق، خلال فترة تعرف بـ "الفترة الانجيلية" (الفترة بين التواريخ المذكورة في العهد القديم والعهد الجديد في الكتاب المقدس، تقريبًا في القرون الثالثة والثانية قبل الميلاد)، ظهر الثنائية بنمط زرادشتي في الأدب اليهودي.
خلال الفترة الساسانية (226-651 م)، خضعت الآرامية السريانية لبعض التغييرات، بما في ذلك اعتماد أسماء أيام الأسبوع على أساس الزرادشتية، الديانة الرسمية للإمبراطورية الساسانية. تعكس هذه التغييرات التأثير الثقافي والديني للإمبراطورية الساسانية على المجتمعات التي استخدمت السريانية الآرامية كلغة طقسية.
تبنت اليهودية التلمودية العرف الساساني المتمثل في عد الأيام من السبت، وهذا واضح في النصوص التلمودية. يقول بيشل: "هذه هي الفترة التي دخلت فيها عناصر معينة من الزرادشتية اليهودية، بما في ذلك الأهمية المتزايدة لشخصية الشيطان وفكرة الدينونة الأخيرة."

Dave Ross
كان للساسانيين تأثير كبير على الفترة التي كتب فيها التلمود. خلال القرن الثالث الميلادي، قاتلت الإمبراطورية الرومانية والإمبراطورية الساسانية من أجل السيطرة على منطقة بلاد ما بين النهرين، والتي شملت بابل، حيث عاش معظم الحاخامات الذين كتبوا التلمود. أدى الفتح الساساني للمنطقة عام 226 بعد الميلاد إلى إنشاء مركز ثقافي يهودي جديد في بابل، والذي أصبح مركزا مهما للدراسات التلمودية. أثر الساسانيون أيضا على الثقافة اليهودية في ذلك الوقت، خاصة من حيث اللغة والأدب. خلال الفترة الساسانية، أصبحت الآرامية لغة مشتركة في المنطقة، لتحل محل العبرية كلغة أدبية ودينية. أدى ذلك إلى تطوير أشكال جديدة من الأدب اليهودي باللغة الآرامية، بما في ذلك تارجوم(الترجمة الآرامية للكتاب المقدس العبري) والمدراش (تعليق على الكتاب المقدس باللغة الآرامية). بالإضافة إلى ذلك، أثر الساسانيون أيضا على تنظيم الجالية اليهودية في بابل. سمحوا لليهود أن يكون لهم سلطتهم القضائية ونظامهم القانوني، بقيادة منفي (زعيم ديني وسياسي لليهود في بابل). سمح هذا لليهود بالحفاظ على هويتهم الثقافية والدينية الفريدة حتى في ظل الحكم الأجنبي. باختصار، كان للساسانيين تأثير كبير على الفترة التي كتب فيها التلمود، سواء من حيث الثقافة أو التنظيم المجتمع
كان للإمبراطورية الساسانية تأثير كبير في عهد المسيحيين، سواء في الفن أو الأدب أو التنظيم. كانت ثقافتها موجودة حتى في الأراضي البيزنطية، وأصبحت العمارة الساسانية جزءا من العمارة البيزنطية ولاحقا من قبل المسلمين، بقبابها الكبيرة على المباني.
تعتمد تقنيات القبو الساساني إلى حد كبير على الصفات الخاصة لملاط الجص، والذي يسمح للقبو دون التمركز بسبب وقت التثبيت القصير. تدين أقبية المهد ذات" الدورات المائلة "، وهي النظام الأكثر شيوعا، بشكلها الإهليلجي وخطوتها المهمة فوق المحتال لهذا الإجراء الفني، والذي يتطلب فقط جدارا خلفيا أو شريطا مركزيا ضيقا للدورات الأولى، مع لصق ما يلي على التوالي في المقدمة